# Simona Kossak
Simona Gabriela Kossak (ur. 30 maja 1943 w Krakowie, zm. 15 marca 2007 w Białymstoku) – polska profesor nauk leśnych, popularyzatorka nauk biologicznych, w tym zoologicznych. Znana przede wszystkim z aktywności na rzecz zachowania resztek naturalnych ekosystemów Polski. Pracując naukowo, zajmowała się między innymi ekologią behawioralną ssaków. Sama siebie określała czasem mianem zoopsychologa.

## Życiorys
Urodziła się w Krakowie.
Od 1950 uczęszczała do Żeńskiej Szkoły Miejskiej przy ul. Bernardyńskiej 7 tamże, a w latach 1957–1961 uczyła się w IX Liceum Ogólnokształcącym im. Józefy Joteyko. 
Po maturze zdawała na Wydział Aktorski Państwowej Wyższej Szkoły Teatralnej w Krakowie, nie zdała jednak egzaminu praktycznego. Wobec tego przystąpiła do egzaminów na Wydział Filologii Polskiej Uniwersytetu Jagiellońskiego i została tam przyjęta. W 1962 zdawała egzaminy na historię sztuki, ale nie została przyjęta. W 1962 zaczęła pracować w Instytucie Zootechniki w Balicach, początkowo jako telefonistka, a później jako starsza techniczka maszyn analityczno-statystycznych (wprowadzała do maszyn dane statystyczne). W 1963 zdawała bezskutecznie egzamin na biologię, a w 1964 zdała kolejny egzamin i zwolniwszy się z Instytutu Zootechniki, rozpoczęła studia na Wydziale Biologii i Nauk o Ziemi Uniwersytetu Jagiellońskiego. W 1965 Simona Kossak została, jako pierwsza kobieta w dziejach UJ, wybrana Mistrzynią Bractwa Żakowskiego. Najbardziej była zainteresowana wykładami z zoopsychologii, prowadzonymi przez prof. Wojtusiaka, który został promotorem jej pracy magisterskiej. W czasie wakacji Simona wędrowała wraz z innymi studentami po Bieszczadach i Tatrach oraz brała udział w obozach jeździeckich.

## Praca naukowa
Magisterium uzyskała w 1970 pod kierunkiem Romana  J. Wojtusiaka na podstawie rozprawy Dźwięki wydawane przez ryby z gatunku Hemichromis bimaculatus w zależności od natężenia światła, którą wyróżniono publikacją w Zeszytach Naukowych UJ. 
W 1980 Rada Naukowa Instytutu Badawczego Leśnictwa w Warszawie nadała jej z wyróżnieniem stopień naukowy doktora nauk leśnych na podstawie rozprawy doktorskiej Badania nad sytuacją troficzną saren na siedlisku boru mieszanego świeżego w Puszczy  Białowieskiej. 
W 1991 uzyskała z wyróżnieniem stopień naukowy doktora habilitowanego nauk leśnych na podstawie rozprawy habilitacyjnej Środowiskowe i wewnątrz-gatunkowe uwarunkowania zachowań pokarmowych saren (Capreolus capreolus L.) w środowisku leśnym. 
W 2000 otrzymała tytuł naukowy profesora nauk leśnych.
Pracowała w Zakładzie Badania Ssaków Polskiej Akademii Nauk w Białowieży oraz w Instytucie Badawczym Leśnictwa w Zakładzie Lasów Naturalnych, gdzie od stycznia 2003 pełniła stanowisko kierownika.
Była także jedną z pomysłodawców unikatowego na skalę światową odstraszacza UOZ-1, urządzenia ostrzegającego dzikie zwierzęta przed przejazdem pociągów. Ona ustaliła kolejność dźwięków emitowanych przez odstraszacz.
Była znana z bezkompromisowych poglądów i działań na rzecz ochrony przyrody, zwłaszcza Puszczy Białowieskiej, gdzie w starej leśniczówce Dziedzinka mieszkała ponad 30 lat.
W uznaniu zasług na polu nauki i popularyzowania ochrony przyrody w 2000 została uhonorowana Złotym Krzyżem Zasługi.

## Życie prywatne
Pochodziła ze znanej artystycznej rodziny. Była córką Jerzego Kossaka, siostrą Glorii Kossak, wnuczką Wojciecha Kossaka i prawnuczką Juliusza Kossaka – malarzy oraz bratanicą pisarek Magdaleny Samozwaniec oraz Marii Pawlikowskiej-Jasnorzewskiej. Jej partnerem życiowym był Lech Wilczek, którego poznała po przeprowadzce do leśniczówki Dziedzinka w Puszczy Białowieskiej na obrzeżu Białowieży. W 2011 ukazał się przygotowany przez Lecha Wilczka album Spotkanie z Simoną Kossak poświęcony jej pamięci, wypełniony zdjęciami i wspomnieniami z czasów, gdy wspólnie mieszkali w leśniczówce.
Zmarła 15 marca 2007 w białostockim szpitalu wskutek choroby nowotworowej. Msza święta żałobna odbyła się 22 marca w kościele parafialnym pw. św. Wojciecha w Porytem. Zmarłą pochowano na miejscowym cmentarzu parafialnym.

## Odznaczenia i nagrody
- 18 marca 2017 Simona Kossak została patronką drogi w Białowieży, która prowadzi do leśniczówki „Dziedzinka”. W uroczystym przecięciu wstęgi wzięli udział mieszkańcy, przyjaciele patronki oraz władze Białowieży[15].
- Osobowość Radiowa Roku 2003 – nagroda przyznana przez Polskie Radio Gdańsk za popularyzowanie wiedzy przyrodniczej na antenie radiowej (2004).
- Medal im. Wiktora Godlewskiego (2003).
- Złoty Krzyż Zasługi (2000).
- Złota Odznaka Za Zasługi dla Ochrony Środowiska i Gospodarki Wodnej (1997).
- Simona Kossak została patronką następujących placówek oświatowych: Przedszkole Samorządowe nr 77 „Rumiankowe Przedszkole” im. Simony Kossak w Białymstoku (od 2012)[16], Szkoła Podstawowa nr 4 im. Simony Kossak w Białymstoku (od 2016)[17], Szkoła Podstawowa im. Simony Kossak w Dobrzyniówce (od 2022)[18] oraz Prywatne Technikum Weterynarii Nr 1 im. Simony Kossak w Warszawie (od 2022)[19].

## Działalność edukacyjna
Dorobek twórczy Simony Kossak obejmuje ogółem kilkaset opracowań naukowych, niepublikowanych dokumentacji naukowych, artykułów popularnonaukowych i filmów przyrodniczych oraz książki.

### Publikacje
- Trzy żywioły, Marginesy, Warszawa 2022, ISBN 978-83-67262-07-1
- O zwierzętach i przyrodzie z płytą CD, Fundacja Sąsiedzi, Białystok 2019, ISBN 978-83-64505-80-5
- O ziołach i zwierzętach, wznowienie publikacji z 1995 r. pod zmienionym tytułem, wydanie I – Marginesy, Warszawa 2017, ISBN 978-83-65586-69-8; wydanie II (zmieniony projekt okładki, oprawa twarda) – Marginesy, Warszawa 2017, ISBN 978-83-65780-72-0; wersja audiobook (8 godzin i 52 minuty, czytana przez Annę Apostolakis), Marginesy, Warszawa 2018, ISBN 978-83-65973-20-7
- Opowieści z Dziedzinki, Fundacja Sąsiedzi, Białystok 2017, ISBN 978-83-64505-47-8
- Opowieści, Fundacja Sąsiedzi, 2016, ISBN 978-83-64505-28-7
- Gawędy Simony Kossak, Regionalna Dyrekcja Ochrony Środowiska w Białymstoku, Białystok 2011, ISBN 978-83-930244-3-8 (całość), wydanie niekomercyjne w trzech tomach[20]:
Powietrze, z odcinkami serii Rok w puszczy na płycie DVD, ISBN 978-83-930244-5-2
Woda, z odcinkami serii Rok w puszczy na płycie DVD, ISBN 978-83-930244-4-5
Ziemia, z odcinkami serii Rok w puszczy na płycie DVD, ISBN 978-83-930244-6-9
- Dlaczego w trawie piszczy? Gawędy Simony Kossak, wydanie niekomercyjne – album i cztery audiobooki (CD mp3), Regionalna Dyrekcja Ochrony Środowiska w Białymstoku, Białystok 2010; wyd. II 2015
- Serce i Pazur. O uczuciach zwierząt, Publikator, 2010, ISBN 978-83-86462-10-0; wydanie II – MPEC, 2010; wydanie III – Marginesy, Warszawa 2019, ISBN 978-83-66140-23-3
- Saga Puszczy Białowieskiej, Oficyna Wydawnicza Muza, Warszawa 2001, ISBN 83-7200-797-7; wydanie II – Marginesy, Warszawa 2016, ISBN 978-83-65282-70-5; wydanie III (zmieniony projekt okładki, oprawa twarda) – Marginesy, Warszawa 2018, ISBN 978-83-65973-40-5
- Wilk – zabójca zwierząt gospodarskich?, Agencja Reklamowo-Wydawnicza A. Grzegorczyk, Warszawa 1998, ISBN 83-86902-57-4
- Opowiadania o ziołach i zwierzętach – zgodnie z naturą swojego gatunku, Alfa-Wero, Warszawa 1995, ISBN 83-7001-878-5

### Audycje radiowe
- Dlaczego w trawie piszczy?, audycja nadawana w Polskim Radiu Białystok i innych regionalnych oddziałach Polskiego Radia od 2001. Nawet będąc w szpitalu w wyniku choroby Simona Kossak nagrywała kolejne odcinki swojej codziennej audycji.

### Filmy i reportaże
- Rok w Puszczy, seria filmów przyrodniczych z autorskim udziałem Simony Kossak, Telewizja Polska Białystok, 2001:
Huczka
Wycie wilka
Kwietniowe ropuchy
Oko w oko z bobrem
Marcowe gody
Lipcowe pszczoły

## W kulturze

### Fonografia
- Gawęda o Simonie Kossak – reportaż Anety Gałaburdy, Polskie Radio Białystok (15.03.2017)[21].
- Simona Kossak – opowieść o pani na Dziedzince – audycja Michała Nogasia Do południa poświęcona drugiemu wydaniu Sagi Puszczy Białowieskiej. Rozmowa z Joanną Kossak (Matysek) i Lechem Wilczkiem, Polskie Radio Program III (2.05.2016)[22].
- I pokochałam puszczę – audycja Jerzego Leszczyńskiego i Jarosława Iwaniuka, Polskie Radio Białystok (2002)[23].

### Filmografia
- Simona Kossak (2024)(inne języki) – film fabularny Adriana Panka.
- Simona – film dokumentalny Natalii Korynckiej-Gruz, 2021[24][25].
- Miejsce w raju – film dokumentalny Beaty Hyży-Czołpińskiej, Telewizja Polska Białystok, 2014[26].

### Teatr
- Simona K. Wołająca na puszczy – monodram Agnieszki Przepiórskiej wystawiony premierowo w listopadzie 2021 w Teatrze im. Juliusza Słowackiego w Krakowie[27].
- Dama z Łasiczką - dramat Elżbiety Chowaniec w reżyserii Katarzyny Łęckiej powstały w 2018 roku w ramach projektu TEATROTEKA Wytwórni Filmów Dokumentalnych i Fabularnych[28].

### Literatura
- Spotkanie z Simoną Kossak - album wspomnieniowy autorstwa Lecha Wilczka, życiowego partnera Simony. Wydanie I: Stowarzyszenie Mieszkańców Białowieża – Gmina Marzeń & Chyra & Logo-art, 2011. Wydanie II (nieco zmienione przez autora): Wydawnictwo Uniwersyteckie Trans Humana, 2012.
- Simona. Opowieść o niezwyczajnym życiu Simony Kossak - książka biograficzna autorstwa Anny Kamińskiej, wydana w 2015 r. przez Wydawnictwo Literackie.
- Historian jännät naiset. Merirosvoja, meedioita, varkaita ja vakoojaprinsessoja - książka Marii Pettersson(inne języki) przedstawiająca krótkie biografie fascynujących postaci kobiecych z całego świata, wydana w 2020 roku przez fińskie wydawnictwo Atena.
- Simona Kossak. Mieszkanka dzikiej puszczy - książka dla dzieci autorstwa Agnieszki Ludwig-Słomczyńskiej z ilustracjami Marcina Bruchnalskiego wydana w ramach serii Oni zmienili świat w 2021 przez Wydawnictwo Czarna Owca.
- Beastly. A New History of Animals and Us - książka popularnonaukowa autorstwa Keggie Carew, wydana w Wielkiej Brytanii w 2023 r. przez Canongate Books(inne języki).